# Ślesin
Pour les articles homonymes, voir Ślesin (homonymie).
Ślesin (prononciation : [ˈɕlɛɕin]) est une ville polonaise du powiat de Konin de la voïvodie de Grande-Pologne dans le centre-ouest de la Pologne.
Elle est située à environ 17 km au nord de Konin, siège du powiat, et à 95 km à l'est de Poznań, capitale de la voïvodie de Grande-Pologne.
Elle est le siège administratif (chef-lieu) de la gmina de Ślesin.
La ville couvre une surface de 7,18 km2 et comptait 3 136 habitants en 2016.

## Géographie

Plan de la ville.

La ville de Ślesin est située au centre-est de la voïvodie de Grande-Pologne, et est bordée par deux lacs : celui de Mikorzyn, et celui de Ślesin, qui sont reliés par un canal allant de la Warta à la Vistule via le lac Gopło. Ślesin s'étend sur 7,18 km2.

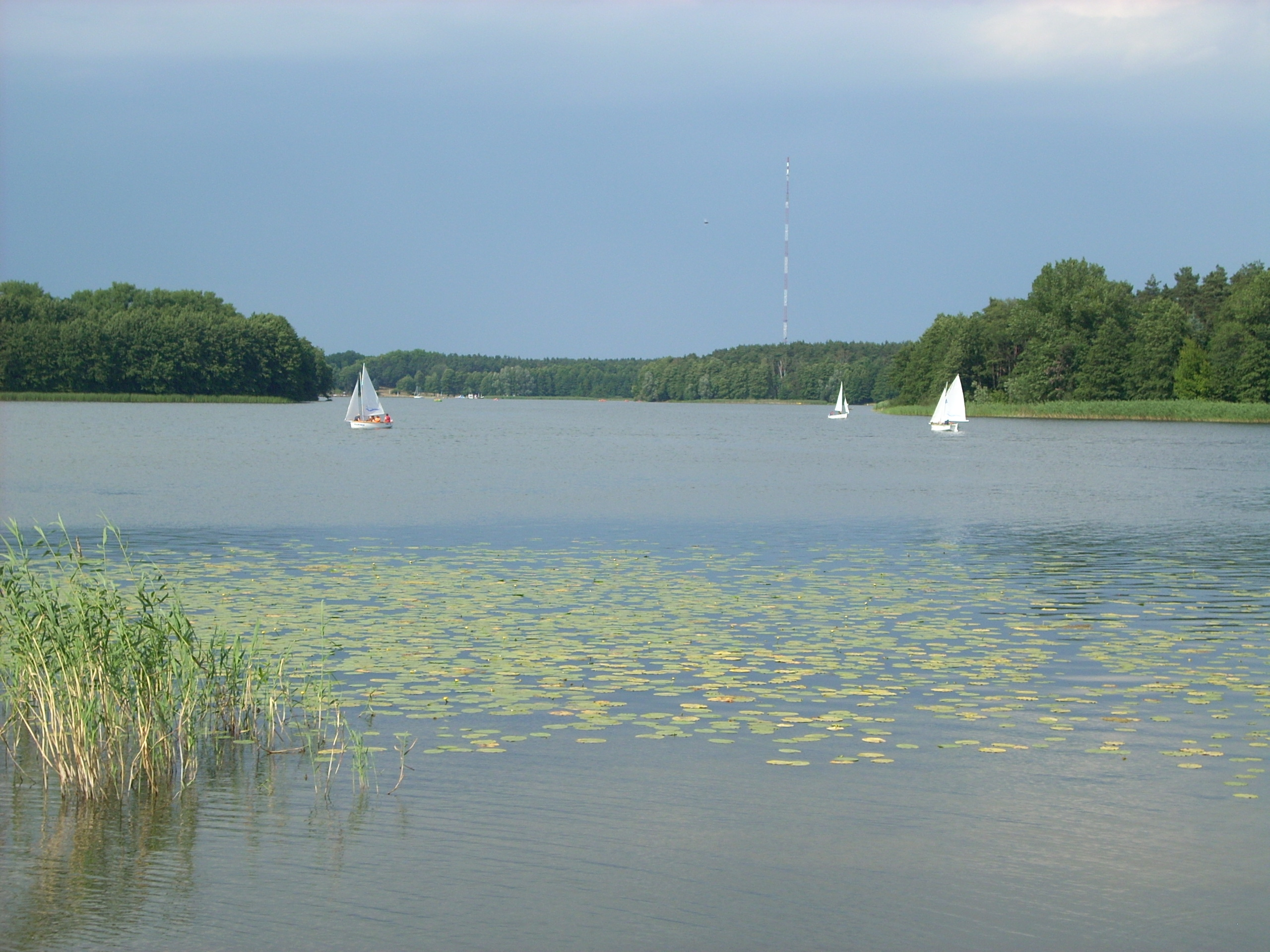
Le lac de Ślesin.
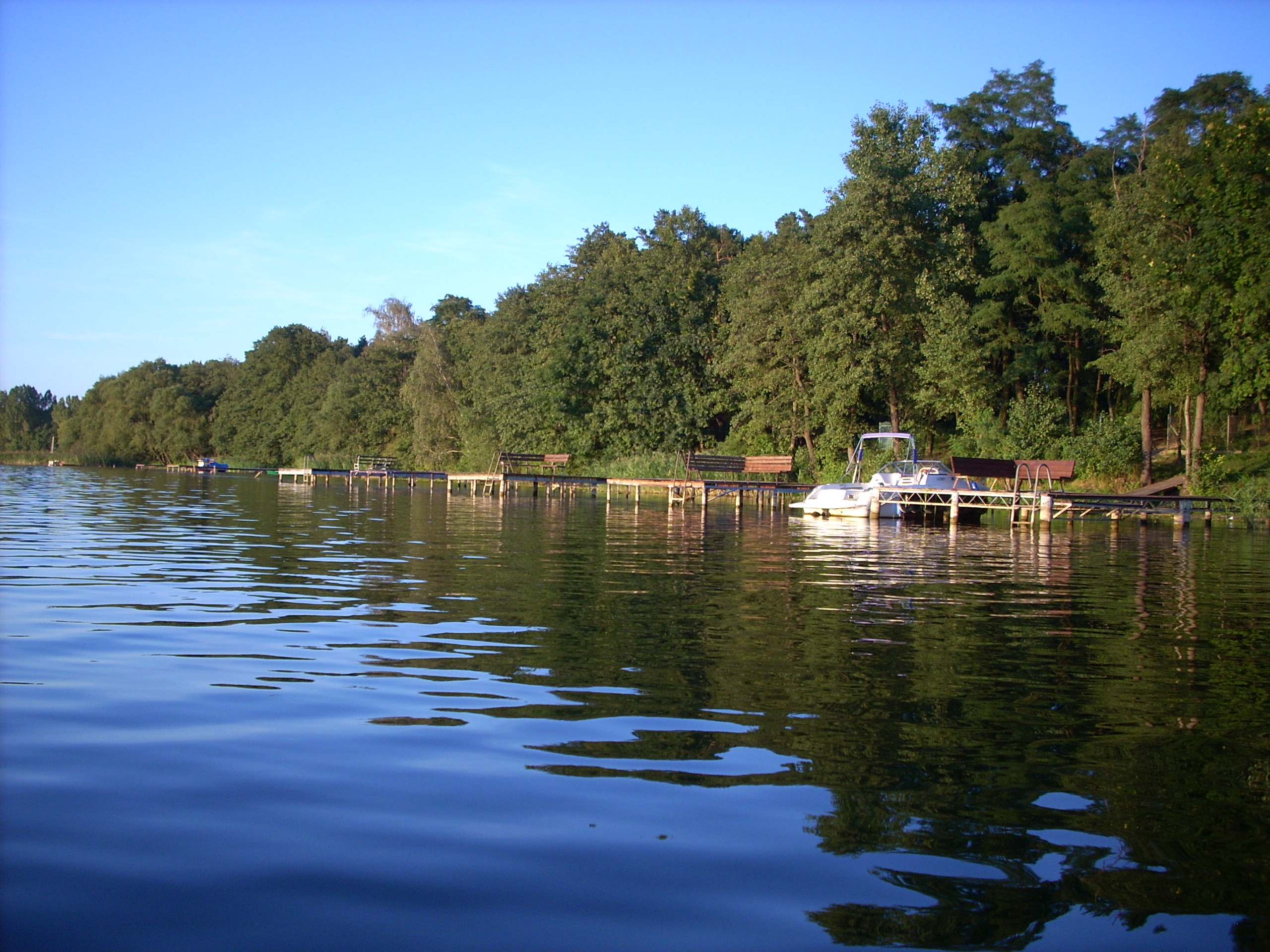
Le lac de Mikorzyn.
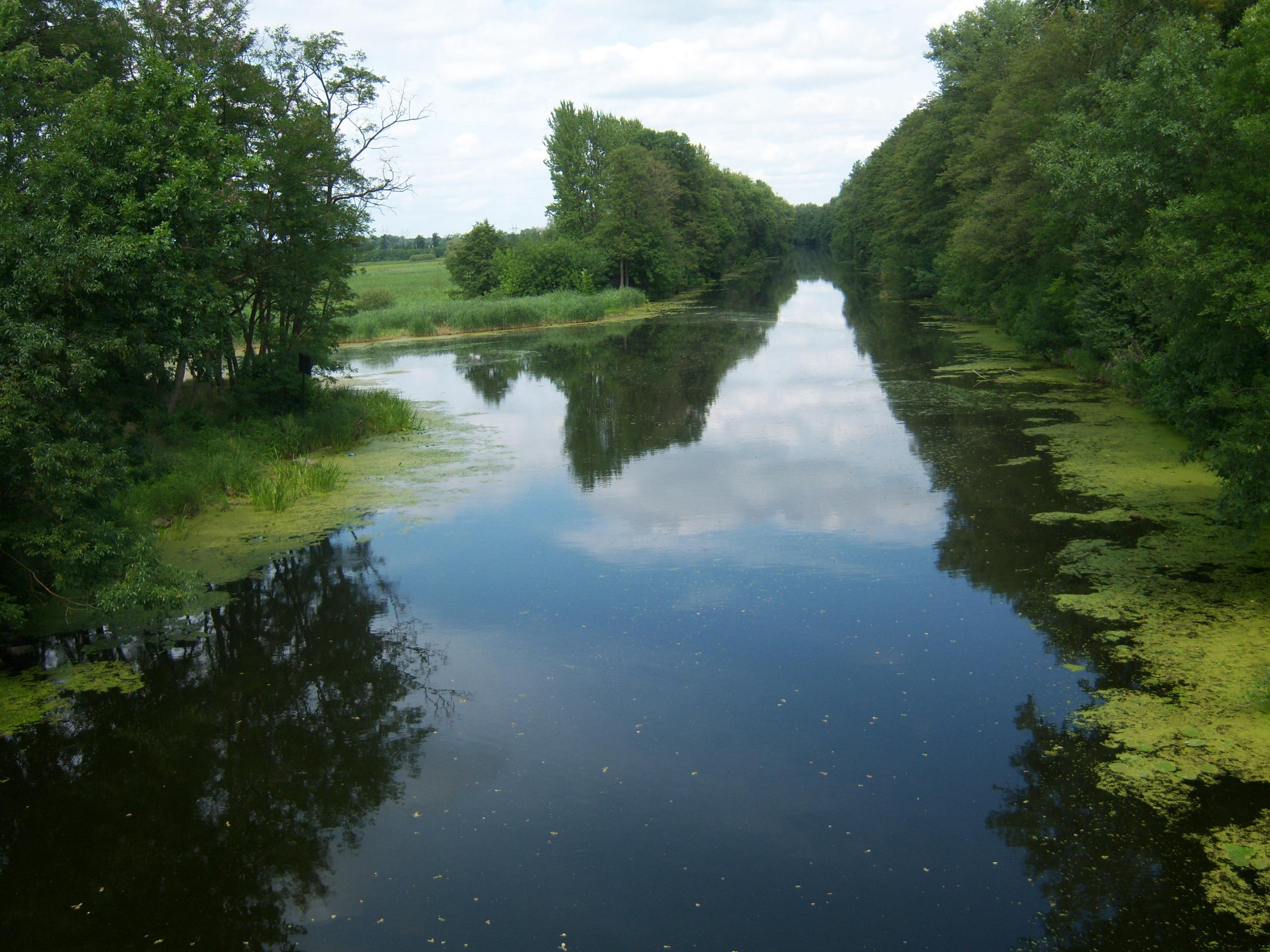
Le canal Warta - Lac Gopło.

## Histoire
Ślesin a été fondée en 1231, et a obtenu ses droits de ville en 1358. Dans la Pologne partagée, la ville a fait partie du royaume du Congrès à partir de 1815, puis est redevenue polonaise lorsque le pays retrouve son indépendance en 1918. Pendant la seconde Guerre mondiale, Ślesin a été occupée par la Wehrmacht à partir du 13 septembre 1939, puis annexée à l'Allemagne nazie de 1939 à 1945 et administré dans le cadre du Reichsgau Wartheland. La ville est libérée le 20 janvier 1945 par l'Armée rouge lors de l'offensive Vistule-Oder.

De 1975 à 1998, Ślesin appartenait administrativement à la voïvodie de Konin. Depuis 1999, la ville fait partie du territoire de la voïvodie de Grande-Pologne.

## Monuments
- l'église paroissiale saint Nicolas, construite au XIXe siècle, de style néogothique ;
- l'arc de triomphe de Napoléon Bonaparte, érigé en 1812.

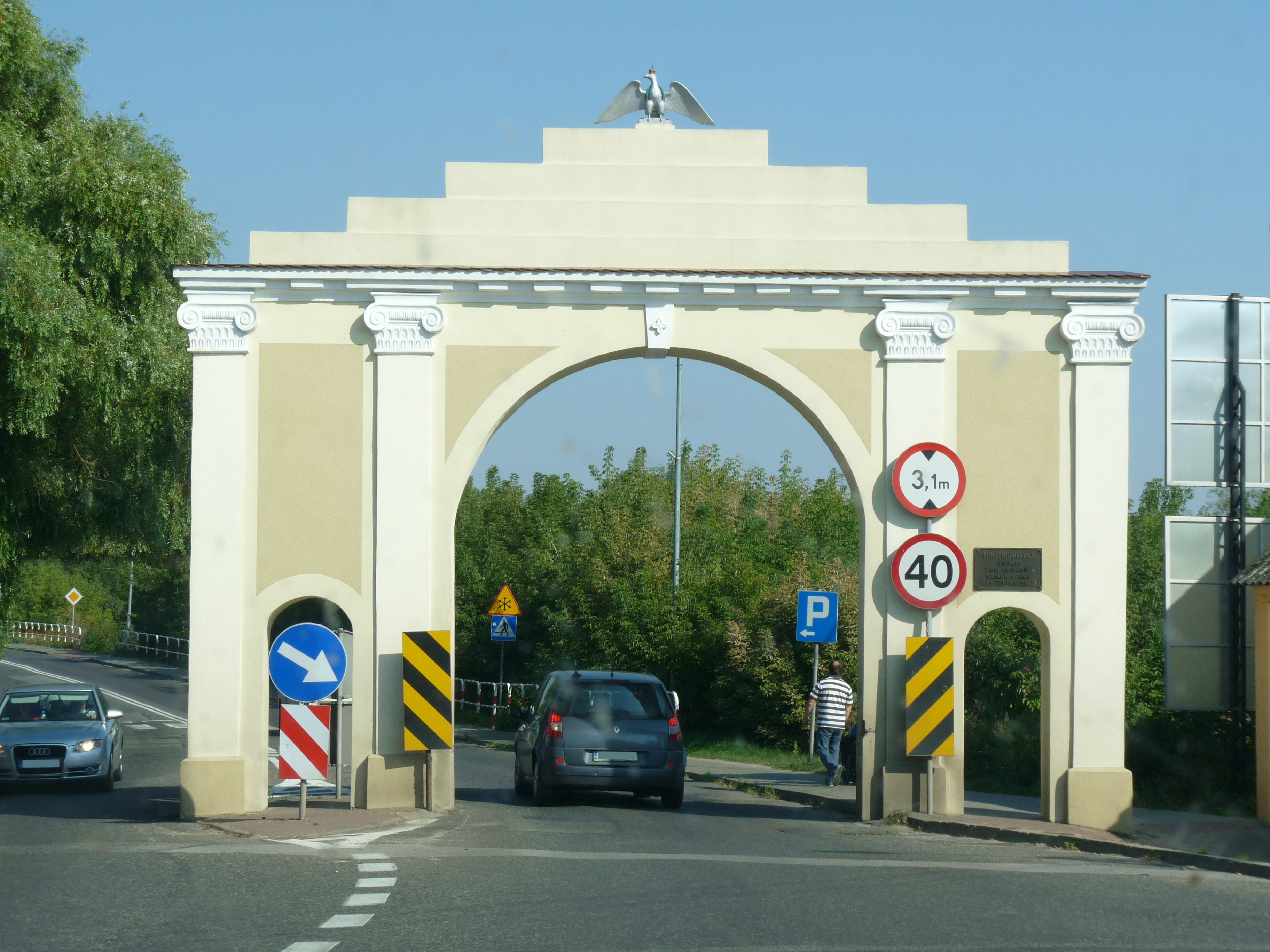
L'arc de triomphe.

## Voies de communication
Ślesin est traversée par la route nationale polonaise 25 (qui relie Bobolice à Oleśnica) et par la route voïvodale 263 (qui relie Słupca à Dąbie).